# Distretto di Morondava
Il distretto di Morondava è un distretto del Madagascar situato nella regione di Menabe. Ha per capoluogo la città di Morondava.
La popolazione del distretto è di 114 152 abitanti (censimento 2011).